# 激!!極虎一家
『激!!極虎一家』（げき!!ごくとらいっか）は、宮下あきらによる日本の漫画作品。『週刊少年ジャンプ』（集英社）にて、1980年35号から1982年44号まで連載された。
宮下の前作『私立極道高校』が諸事情により打ち切りとなり、その続編として用意されたのが本作である。主役を交代させることにより作品観はガラリと変わり、ギャグ路線がメインとなっている。なお、前作の舞台であった私立極道高校は学帽政達によって一旦壊滅させられた事が作中で語られている（後に復興）。

## あらすじ
ド田舎に住む虎は修学旅行で東京を訪れ、そこで極政一家と遭遇する。学帽政に敗れた虎は、その男気に惚れ網走極等少年院（通称「極少」）へ極政一家を追い、そこで様々な騒動を起こす。

## 登場人物

### 主人公
虎（とら）
ド田舎の米田村で暮らしていた少年。怪力で大食いの野生児。特に走力に優れ時速80kmを誇る。外見と性格は典型的な三枚目。
修学旅行中に東京で極政一家と出会い、喧嘩で政に敗北。彼らを追って、網走極等少年院に入所しようと奔走。他の入所予定の少年の身代わりを買って出ることで入所し、そこで種々の騒動を起こすも、連戦連勝。
後に出所して「極虎一家」を立ち上げる。

### 虎の周辺人物
植草 正吉（うえくさ　しょうきち）
虎の中学のクラスメイトで秀才。虎を馬鹿にしており、非常に生真面目。しかし虎に見せられたエロ本にショックを受け、以来、性格が豹変し助平となり、虎とも仲良くなる。
虎の子分として付き従おうとし、一緒に極少に入ろうとするも、虎は殴って拒否する。

### 極政一家
下記のうち、加藤梅造以外は極少出所後に「極虎一家」に加わる。
学帽 政（がくぼう まさ）
前作『私立極道高校』の主人公。虎とは対照的に二枚目な外見と性格。武器はドス。本作で20歳を迎えているという。主人公のポジションを虎に譲っているが、玉三郎との対決など主役的扱いの場面は多く見られた。
物語当初は「極政一家」を立ち上げ、「障害保険」（保険加入者が暴力を受けた場合、責任をもって報復するというもの）なるもので資金を稼いでいた。極道高校を爆破することで組員が全員逮捕されることで事実上解散となる。後に極少を出所した時は「極虎一家」に加わり、虎の後見的なポジションとなる。
編み物（棒針編み）が趣味で、外見とはかけ離れたような可愛らしいデザインの帽子や腹巻を編んだりしている。
加藤 梅造（かとう うめぞう）
キャップがトレードマークの髭を蓄えた渋い男。極道高校在学中に、当時の生徒会長（玉三郎の弟）と戦い、両手、両足を失う大怪我を負い、その後義手、義足を装着している。なお、義手・義足は脱着可能で、機械仕掛けで自在に動く（本人は「人間サイボーグ」と自称）。物語中に戦死するが、彼の役割は弟・菊造が受け継ぐ。最終回では霊魂として復活し、極虎一家の助っ人として現れた。
日の丸 頑平（ひのまる がんぺい）
日の丸の鉢巻きがトレードマーク。彼とは似ても似つかない美人の妹がいる。
長岡（ながおか）
鉄腕アトムの様な髪型をしている。少々オツムは良くない。腕力には優れるようで、「障害保険」の渉外係（加入者に暴行を与えた相手への報復役）を担当していた。
尾崎 とおる（おざき とおる）
少年らしい風体をしており、ミッキーマウスのキャップがトレードマーク。キャップは政のお手製。「障害保険」の渉外係担当時は、小学生相手への報復ばかりやらされていた。

### 極虎一家
主人公・虎と、元・極政一家以外の極虎一家の仲間を挙げる。
禿げ番長（はげばんちょう）
白樺高校の番長でスキンヘッドにサングラスという風体。外見は美男子にはほど遠いが、男性器が素晴らしいらしく、やたら女にモテる。多数の愛人がおり、虎からも嫉妬されていた。虎と政の男気に惚れ、虎の仲間に。本名は不明。
加藤 菊造（かとう きくぞう）
梅造の弟。外見は兄と瓜二つ。極道の兄を毛嫌いし聖職者（高校の教師）の道を選択したが、あまりにも素行の悪い自校の生徒と乱闘をへて極虎一家に入る。最終回では霊魂として甦った兄と再会を果たす。
鬼太郎（きたろう）
極虎一家を襲う鉄砲玉として送られた人物であったが、成り行きで極虎一家に入ってしまう。

### 網走極等少年院
笹川 竜太郎（ささがわ りゅうたろう）
網走極等少年院（極少）の院長。初対面時から何故か虎の事を気にかけ、思いやりを示す、度量の大きな人物。
昔、東大で番長をしており、同時に4年間成績はトップであり、そのままエリートコースを進むはずが、理由は不明だが出世コースを外れて、少年院の院長をしている。
室井 鬼助（むろい きすけ）
極少菊水寮五号室の部屋長。入所したばかりの虎に倒される第1号。
三年 寝太郎（さんねん ねたろう）
極少菊水寮の寮長。傷害罪の前科123犯。虎に倒される第2号。
名前の通り3年寝て1年起きる生活を送るが、盆と正月には毎年小便のため特別に起きる。
宮蔦（みやつた）
極少白梅寮の入所者（初登場時は何故か菊水寮にいた）で、元漫画家。娯楽に乏しい極少で漫画を描く事によって重宝されている人材。だが暴力漫画に飽きた寮長から、エロ漫画を描くよう命令されるが、女性を描くのが苦手、かつ女性器を一度も見た事がなく悩む事になる。
作者自身をモデルにした人物で、かつて『極道高校』を打ち切りにされた事の恨み言的な台詞を述べた事もある。後に番外編にて出所したことが開かされている。
金田一 正太郎（きんだいち しょうたろう）
元・東大工学部の学生。インテリと呼ばれる。カツアゲロボットや極道戦車などの極道用の兵器を次々と開発。そのため担当教授に叱責を受けるが、殺人ロボット・極道28号により逆に教授を暴行（殺害した可能性もある）。その罪状により極少に入所。白梅寮の寮長をしている。
その学歴から、小学校時代のトラウマで学歴コンプレックスを持つ虎を萎縮させる。しかし自慢の極道28号を虎に倒され、逆に虎の学歴コンプレックスを克服させてしまう。敗北後は虎達と友好的になるが、出番は少なく、虎達の極少出所後は登場しなくなる。
宴会の場ではエリート（?）らしく「九九の独唱」を披露する。
国士 玉三郎（こくし たまさぶろう）
極道高校の理事長兼生徒会長で政のライバルであったが、政を追って極少にやって来た。亜米利加寮との戦いで戦死。享年25。最終回では霊魂として復活し、極虎一家の助っ人として現れた。
沖田 鉄（おきた てつ）
「中学十年生」の異名をとる男。卒業前の暴行事件で極少に送られることになる。妻子持ちであるが、極少内の織田宗光が送り込んできた刺客、極楽三兄弟との戦いの中に戦死。最終回では霊魂として復活し、極虎一家の助っ人として現れた。
枢斬 暗屯子（すうざん あんとんこ）
極道高校の副生徒会長。女性であるが、風体は髭面でとてもそうは見えない。セーラー服こそ着ているものの筋骨隆々で、男子便所で立って用を足し、虎達からも「変態」呼ばわりされていた。加えて下着はフンドシを愛用。口癖は「犯したる!!」。名前の元ネタは当時人気だったスーザン・アントン。テーマソング（?）は松任谷由実の「守ってあげたい」。常に煙管をくわえており、それを武器として使うこともある。政に惚れており、極少に押し掛けてくるが、政らが出所後に取り残されてしまい、以後は登場することはなかった。『極虎一家』が終了してからの作品内の登場は『真!!男塾』の開始まで間隔が空いた。

## 音楽

### シングル
| 発売日                  | 面                      | タイトル                |                         | 唄                      | 作詞                    | 作曲                    | 編曲                    | 規格                    | 規格品番                |
| トリオレコード / 集英社 | トリオレコード / 集英社 | トリオレコード / 集英社 | トリオレコード / 集英社 | トリオレコード / 集英社 | トリオレコード / 集英社 | トリオレコード / 集英社 | トリオレコード / 集英社 | トリオレコード / 集英社 | トリオレコード / 集英社 |
| ----------------------- | ----------------------- | ----------------------- | ----------------------- | ----------------------- | ----------------------- | ----------------------- | ----------------------- | ----------------------- | ----------------------- |
| 1982年                  | A                       | 激!!極虎一家 なめんなよ | 4:38                    | 極虎一家                | なめなめ                | なめ牛                  | 極虎一家                | EP                      | 3B-726                  |
| 1982年                  | B                       | なめちゃいや            | 3:514                   | 極虎一家                | 虎                      | なめ豚                  | 極虎一家                | EP                      | 3B-726                  |

### アルバム

#### オムニバス・アルバム
- DJロマンポルシェ。のニューウェイヴ愚連隊 Vol.2 邦楽篇（2002年2月27日、IAM RECORD、IDCI-1002）-「激!!極虎一家 なめんなよ」収録。
- 歌謡曲番外地 トリオレコード「ソウル・ニューミュージック篇」東京っていい街だな（2020年2月19日、ウルトラ ヴァイヴ、CDSOL1887）-「なめちゃいや」収録。